# 水内吉藏
水内 吉藏（1876年（明治9年）10月21日 – 不明）は、日本の裁判官。

## 略歴
- 1876年 – 静岡県にて出生。明治法律学校卒業後、判事検事登用第一回試験に及第し、司法官試補となる。
- 1900年 – 佐野区裁判所判事、名古屋区裁判所判事
- 1903年 – 四日市区裁判所判事、名古屋地方裁判所判事
- 1907年 – 浦和区裁判所判事、東京区裁判所判事
- 1908年 – ドイツ留学
- 1910年 – ハイデルベルク大学卒業
- 1911年 - 横浜地方裁判所判事
- 1912年 - 東京区裁判所判事
- 1917年 – 東京控訴院判事、
- 1923年 – 法学博士
- 1927年 – 大審院判事
- 1929年 – 高等官二等
- 1935年 – 高等官一等

## 参考
- 明治大学法律研究所『法律論叢第 71巻、第1～3号』（明治大学　1998）